# الکساندرا (یوگسلاوی)
ملکه الکساندرا یوگسلاوی (به یونانی:Αλεξάνδρα της Ελλάδος και της Δανίας، به صربی:Aleksandra Karađorđević) (۲۵ مارس ۱۹۲۱ – ۳۰ ژانویه ۱۹۹۳) همسر آخرین شاه یوگسلاوی، پتر دوم و مادر الکساندر، ولیعهد یوگسلاوی بود. او پیش از آن با نام شاهزاده الکساندرا یونان و دانمارک شناخته می‌شد.

## تولد
او پنج ماه پس از مرگ پدرش، شاه الکساندر یونان، به دنیا آمد. او و مادرش هر دو صاحب لقب شاهزاده یونان و دانمارک بودند.

## ازدواج
او در ۱۹۴۴ با پتر دوم یوگسلاوی ازدواج کرد که حاصل آن پسری به نام الکساندر بود که در ۱۷ ژوئیه ۱۹۴۵ میلادی به دنیا آمد.
ملکه الکساندرا در ساسکس شرقی واقع در انگلستان درگذشت و در یونان به خاک سپرده شد.